# خارجة بن زيد بن ثابت
‌خارجة ‌بن ‌زيد ‌بن ‌ثابت هو تابعي وفقيه، وأحد فقهاء المدينة السبعة، والعلماء أهل السمعة، وكان من عُبّاد المدينة ممن تفقّه ثم انفرد وآثر العزلة ولم ينشر عنه من كلامه كبير شيء، عامة حديثه في الأقضية والأحكام.  وأدرك خلافة عثمان بن عفان وكان أبوه زيد بن ثابت، حدَّث عن جمع كبير من الصحابة وعنه جمع كبير من صغار التابعين والمحدثين.
كان الناس يقصدونه ليسألوه الافتاء في القضايا التي تُعرض لهم، وخاصة القضايا المستجدة وقسمة المواريث، وكان بارعاً بها كما كان أبوه.

## اسمه
خارجة بن ‌زيد ‌بن ‌ثابت بن الضَّحَّاك بنِ زيد بن لوذان، أبو زيد الأنصاري، الخزرجي، النجاري، المدني، وأمه أم سعد، واسمها: جميلة، ابنة سعد بن الرَّبيع أحد النُّقباء، ولد في خلافة عثمان ونشأ بالمدينة، وهو أجَلُّ إخوته وهم إسماعيل بن زيد بن ثابت، وسليمان بن زيد بن ثابت، وسعد بن زيد بن ثابت، ويحيى بن زيد بن ثابت.

## أولاده
وَلَدَ خارِجةُ بن زيد: زيدًا، وعَمرًا، وعبدَ الله، ومحمدًا، وحبيبةَ، وحُميدةَ، وأمَّ يحيَى، وأمَّ سليمان وأمّهم أمّ عمرو بنت حَزْم من بنى مالك بن النجّار.

## شيوخه
أسامة بن زيد بن حارثة، وأبيه زيد بن ثابت، وسهل بن سعد الساعدي، وعبد الرحمن بن أبي عَمْرة، وعمه يزيد بن ثابت، وأمه أم سعد بنت سعد بن الربيع، وأم العلاء الأَنصاري. وروايته عن عمه يزيد بن ثابت مرسلة، قال موسى بن عقبة: لأن عمه قُتل زمن الصديق.

## تلاميذه
روى عنه ابنه سليمان وابن أخيه سعيد بن سليمان وسالم أبو النضر وأبو الزناد وهو تلميذه في الفقه وعبد الملك بن أبي بكر بن عبد الرحمن بن الحارث وعبد الله بن عمرو بن عثمان وعثمان بن حكيم الأنصاري ومجالد بن عوف ومحمد بن عبد الله الديباج وابن شهاب ويزيد بن عبد الله بن قسيط وأبو بكر بن حزم وآخرون.

## طبقته
ذكره محمد بن سعد في الطبقة الثانية من أهل المدينة.

## صفته
قال زيد بن السائب: أنّه تختّم في يساره، ورأيت بين عيني خارجة بن زيد أثر السجود ليس بالكثير ليس على أنفه منه شيء، ورأيتُ خارجة ابن زيد يُسدل رداءه الأحيان وهو متجرد، فأما إذا كان عليه القميص فلم أره، وكان حسن الجسم، ورأيتُ خارجة بن زيد يلبس كساء خزَّ، ورأيته يلبس ملْحفة معصفرة، قال ورأيت خارجة يعتمّ بعمامة بيضاء.
وعن أبي الزناد قال: كان ‌خارجة ‌بن ‌زيد ‌بن ‌ثابت يكتب على كتاب زيد إِذَا سلم قال: السلام عليك يا أمير المؤمنين ورحمة الله وبركاته ومغفرته وطيب صلواته.
قال الواقدي: وكان ‌خارجة ‌بن ‌زيد ‌بن ‌ثابت يسقي الناس الماء المبرد بالعسل.

## ذكر الفقهاء السبعة
الفقهاء وإن كانوا بكثرة في التابعين، فعند إطلاق هذا الوصف مع قيد العدد المعين لا ينصرف إلا إلى هؤلاء وهم:
1. خارجة بن زيد بن ثابت الأنصاري.
2. القاسم بن محمد بن أبي بكر الصديق.
3. عروة بن الزبير بن العوام الأسدي.
4. سليمان بن يسار الهلالي مولى ميمونة أو مكاتب أم سلمة فيما قيل.
5. عبيد الله بن عبد الله بن عتبة بن مسعود.
6. سعيد بن المسيب بن حزن القرشي المخزومي.
7. مختلف في تعيينه، فهو إما: أبو سلمة بن عبد الرحمن بن عوف، أو هو سالم بن عبد الله بن عمر بن الخطاب، أو هو أبو بكر بن عبد الرحمن بن الحارث بن هشام القرشي.[6]

وقال الحافظ العراقي في ألفيته:

## ثناء العلماء عليه
قال أبو الزناد: كان أحد الفقهاء السبعة.
وقال هشام: كان من الفقهاء السبعة، وكان مجتهدًا.
وقال مصعب الزبيري: كان خارجة وطلحة بن عبد الله بن عوف يقسمان المواريث ويكتبان الوثائق، وينتهي الناس إلى قولهما.
وقال العجلي: مدني تابعي ثقة.
وقال ابن سعد: كان ثقة، كثير الحديث.
قال ابن الجوزي: روى عن أبيه وكان ثقة.
وقال ابن خراش: خارجة بن زيد أجل من كل من اسمه خارجة.
وقال ابن عساكر: قدم دمشق وكانت له بها دارٌ يقال لها: دار خارجة بن زيد.

## وفاته
قال ابن خياط: في ‌‌سنة مائَة، وفيها مات ‌خارجة ‌بن ‌زيد ‌بن ‌ثابت.
وقال ابن حبان: ‌خَارِجَة ‌بْن ‌زيد ‌بْن ‌ثَابت مَاتَ سنة تسع وَتِسْعين وَقد قيل سنة مائَة وَهُوَ ابن سبعين سنة.
وقال المزي: وَقَال الهيثم بْن عدي، وعلي بْن عَبد اللَّهِ التميمي، ويحيى بْن بكير، وخليفة بْن خياط، وأبو عُبَيد، وعلي ابن المديني، وغير واحد: مات سنة مئة.
قال أبو الزناد: قال: مات خارجة بن زيد سنة المائة في خلافة عمر بن عبد العزيز، ومات بالمدينة ‌وصلّى ‌عليه ‌أبو ‌بكر ‌بن ‌محمد ‌بن ‌عمرو ‌بن ‌حَزْم وهو والى عمر على المدينة يومئذٍ، ورأيتُ على سريره بُردًا متّركًا.
وقال زيد بن السائب: شهدتُ خارجة بن زيد فرأيتُ الماء يُرَشّ على قبره. 
ودفن في البقيع.